# Creu de terme d'en Ramis
La Creu de terme d'en Ramis és al municipi de Mataró (a la comarca del Maresme i és inclosa en l'Inventari del Patrimoni Arquitectònic de Catalunya.

## Descripció

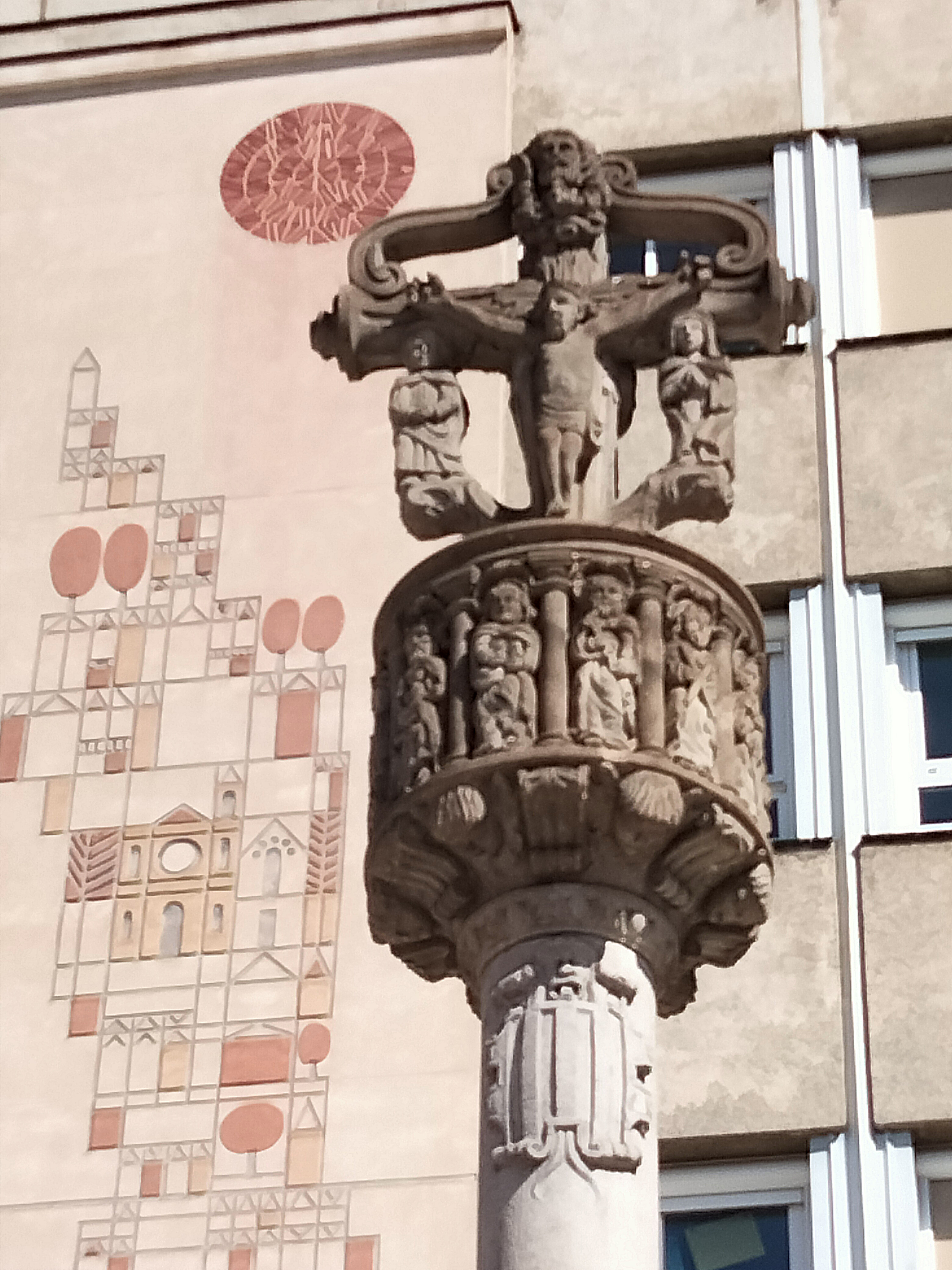
Detall

La creu de terme que s'aixeca al camí Ral, davant el carrer de Sant Agustí, on formava un petit espai enjardinat. L'actual és una reproducció. L'original, degudament restaurada, es conserva al Museu Municipal. La creu porta la imatge del Sant Crist a l'anvers i de la Mare de déu al revers. Rodegen la base els apòstols. Pel seu estil es pot datar al segle xvi. A la base de la creu hi ha una inscripció que resa: «Construida en el siglo xvi. Destruida en 1936. Reconstruida en Santa Misión en 1941».

## Història
La Creu de terme erigida al segle xvi, ha estat objecte de múltiples intervencions, entre les quals destaca la restauració per Josep Puig i Cadafalch l'any 1892. Malauradament, la creu va ser destruïda l'any 1936 i es pot veure parcialment reconstruïda al Museu de Mataró. A l'emplaçament original, a la plaça de Santa Anna, hi ha una reproducció que se'n va fer l'any 1942.

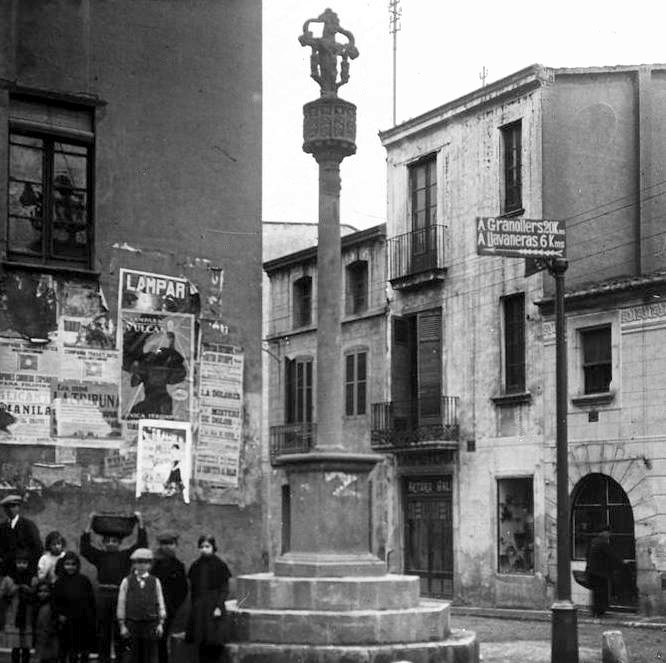
La creu de terme en una fotografia de Josep Salvany i Blanch el 1914

Probablement es va eregir després d'un acord del Consell de la Vila de l'any 1562 pel qual hom resol de fer «la creu enderrocada que està a prop de la casa d'en Ramis, la qual s'hagué de fer del modo que esta la creu de Badalona». L'any 1803 fou enretirada del seu lloc primitiu i més tard hi fou adossada una font que només deixava sobresortir la part superior de la creu.